# Kalamar dolma

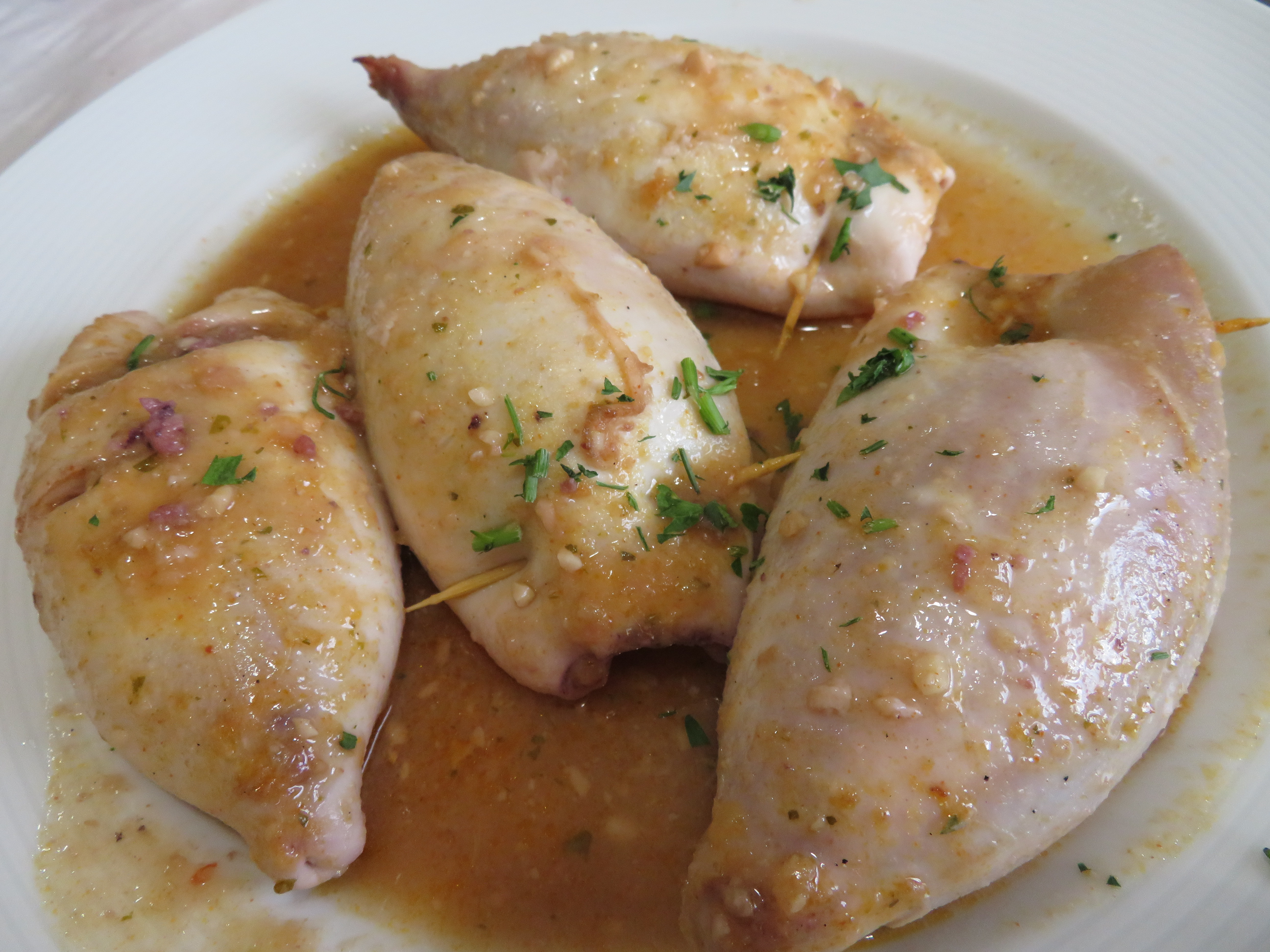
Calamares rellenos.

Kalamar dolma (calamar relleno en turco) es un plato en la cocina turca que se hace rellenando el cuerpo del calamar con sus propios tentáculos, o en ocasiones con otros ingredientes y cocinando a la parrilla o con otro método. Se puede considerar, en el sentido general, otra variante de los platos agrupados en la categoría general de dolma.